# جين ليوين
جين لوين (بالإنجليزية: Jen Lewin)‏ هي فنانة تفاعلية تمتلك استوديو مقره في مدينة نيويورك ومتخصصة في التركيبات واسعة النطاق في الأماكن العامة، وعادة ما تجمع بين عناصر مثل الضوء والصوت والهندسة المعقدة.    ظهرت تركيبتها الضوئية التفاعلية (The Pool) لأول مرة في عام 2008 وتم عرضها في جميع أنحاء العالم ، في مدن مثل سنغافورة وسيدني ودنفر ومونتريال وبراغ ، وفي أحداث مثل ساوث باي ساوث واست والرجل المحترق.        